# Anna Kawecka
Anna Kawecka (ur. 29 marca 1992 w Łodzi) – polska pływaczka specjalizująca się w stylu dowolnym. Wielokrotna Mistrzyni Polski Seniorów. Rekordzistka Polski w kategorii młodzieżowej. Zawodniczka klasy mistrzowskiej. Członkini Kadry Narodowej Seniorów. Zdobywczyni 40 złotych, 31 srebrnych i 28 brązowych medali Mistrzostw Polski w różnych kategoriach wiekowych.

## Osiągnięcia
Anna Kawecka karierę sportową rozpoczęła w wieku szkolnym. Od piętnastu lat nieprzerwanie należy do czołówki polskich sprinterek w stylu dowolnym. Od 2011 roku reprezentuje Akademie Górniczo-Hutniczą w Krakowie. Według rankingu wszech czasów polskiego pływania zawodniczka plasuje się na:
| Ranking wszech czasów w polskim pływaniu |              |       |
| Lokata                                   | Dystans      | Czas  |
| krótki basen:                            |              |       |
| 6                                        | 100 dowolnym | 54.53 |
| 5                                        | 50 dowolnym  | 24.96 |
| długi basen:                             |              |       |
| 9                                        | 50 dowolnym  | 25.87 |
| 7                                        | 100 dowolnym | 56.21 |

## Wyniki z Mistrzostw Polski Seniorów i Młodzieżowców
| 2017 |                                                    |         |         |               |
| Lok. | Zimowe Mistrzostwa Polski Seniorów i Młodzieżowców | Czas    | Miejsce | Data          |
|      | 100 dowolnym                                       | 55.08   | Łódź    | grudzień 2017 |
|      | 50 dowolnym                                        | 24.96   | Łódź    | grudzień 2017 |
|      | 4x50 zmiennym                                      | 1:53.04 | Łódź    | grudzień 2017 |
|      | 4x100 dowolnym                                     | 3:46.45 | Łódź    | grudzień 2017 |

| 2017 |                                                    |         |         |          |
| Lok. | Główne Mistrzostwa Polski Seniorów i Młodzieżowców | Czas    | Miejsce | Data     |
| 4    | 50 dowolnym                                        | 25.87   | Lublin  | maj 2017 |
| 6    | 100 dowolnym                                       | 57.24   | Lublin  | maj 2017 |
|      | 4x200 dowolnym                                     | 8:30.65 | Lublin  | maj 2017 |
|      | 4x100 dowolnym                                     | 3:52.66 | Lublin  | maj 2017 |
|      | 4x100 zmiennym                                     | 4:16.59 | Lublin  | maj 2017 |

| 2016 |                                                    |         |         |               |
| Lok. | Zimowe Mistrzostwa Polski Seniorów i Młodzieżowców | Czas    | Miejsce | Data          |
|      | 50 dowolnym                                        | 25.09   | Olsztyn | grudzień 2016 |
|      | 100 dowolnym                                       | 54.53   | Olsztyn | grudzień 2016 |
|      | 4x100 dowolnym                                     | 3:44.82 | Olsztyn | grudzień 2016 |
|      | 4x50 zmiennym mix                                  | 1:42.50 | Olsztyn | grudzień 2016 |

| Lok. | Główne Mistrzostwa Polski Seniorów i Młodzieżowców | Czas    | Miejsce  | Data     |
| 4    | 50 dowolnym                                        | 25.98   | Szczecin | maj 2016 |
| 6    | 100 dowolnym                                       | 56.77   | Szczecin | maj 2016 |
|      | 4x100 dowolnym                                     | 3:51.35 | Szczecin | maj 2016 |
|      | 4x100 zmiennym                                     | 4:18.38 | Szczecin | maj 2016 |

| 2015                   |                                                    |         |         |               |
| Lok.                   | Zimowe Mistrzostwa Polski Seniorów i Młodzieżowców | Czas    | Miejsce | Data          |
| Kategoria open:        | Kategoria open:                                    |         | Lublin  | grudzień 2015 |
|                        | 50 dowolnym                                        | 25.03   | Lublin  | grudzień 2015 |
|                        | 4x100 dowolnym                                     | 3:43.15 | Lublin  | grudzień 2015 |
|                        | 4x100 zmiennym                                     | 4:06.37 | Lublin  | grudzień 2015 |
|                        | 4x200 dowolnym                                     | 8:10.85 | Lublin  | grudzień 2015 |
| Kategoria młodzieżowa: |                                                    |         | Lublin  | grudzień 2015 |
|                        | 50 dowolnym                                        | 25.03   | Lublin  | grudzień 2015 |
|                        | 100 dowolnym                                       | 55.07   | Lublin  | grudzień 2015 |
|                        | 4x50 dowonym mix                                   | 1:34.57 | Lublin  | grudzień 2015 |
|                        | 4x100 dowonym                                      | 3:43.15 | Lublin  | grudzień 2015 |
|                        | 4x200 dowonym                                      | 8:10.85 | Lublin  | grudzień 2015 |
|                        | 4x50 zmiennym mix                                  | 1:43.77 | Lublin  | grudzień 2015 |
|                        | 4x100 zmiennym                                     | 4:06.85 | Lublin  | grudzień 2015 |

| Lok.                   | Główne Mistrzostwa Polski Seniorów i Młodzieżowców | Czas    | Miejsce  | Data     |
| Kategoria open:        | Kategoria open:                                    |         | Szczecin | maj 2015 |
|                        | 100 dowolnym                                       | 56.21   | Szczecin | maj 2015 |
|                        | 4x100 zmiennym                                     | 4:15.66 | Szczecin | maj 2015 |
|                        | 4x200 dowolnym                                     | 8:30.16 | Szczecin | maj 2015 |
| Kategoria młodzieżowa: |                                                    |         | Szczecin | maj 2015 |
|                        | 50 dowolnym                                        | 26.10   | Szczecin | maj 2015 |
|                        | 100 dowolnym                                       | 56.21   | Szczecin | maj 2015 |
|                        | 4x200 dowonym                                      | 8:30.16 | Szczecin | maj 2015 |
|                        | 4x100 zmiennym                                     | 4:06.85 | Szczecin | maj 2015 |

| 2014                   |                                                    |                 |                         |               |
| Lok.                   | Zimowe Mistrzostwa Polski Seniorów i Młodzieżowców | Czas            | Miejsce                 | Data          |
| Kategoria open:        | Kategoria open:                                    | Kategoria open: | Ostrowiec Świętokrzyski | grudzień 2014 |
|                        | 50 dowolnym                                        | 25.09           | Ostrowiec Świętokrzyski | grudzień 2014 |
|                        | 100 dowolnym                                       | 55.81           | Ostrowiec Świętokrzyski | grudzień 2014 |
|                        | 4x100 dowolnym                                     | 3:45.06         | Ostrowiec Świętokrzyski | grudzień 2014 |
|                        | 4x200 dowolnym                                     | 8:12.81         | Ostrowiec Świętokrzyski | grudzień 2014 |
|                        | 4x50 zmiennym                                      | 1:52.99         | Ostrowiec Świętokrzyski | grudzień 2014 |
|                        | 4x100 zmiennym                                     | 4:07.19         | Ostrowiec Świętokrzyski | grudzień 2014 |
| Kategoria młodzieżowa: |                                                    |                 | Ostrowiec Świętokrzyski | grudzień 2014 |
|                        | 50 dowolnym                                        | 26.10           | Ostrowiec Świętokrzyski | grudzień 2014 |
|                        | 100 dowolnym                                       | 56.21           | Ostrowiec Świętokrzyski | grudzień 2014 |
|                        | 4x200 dowonym                                      | 8:30.16         | Ostrowiec Świętokrzyski | grudzień 2014 |
|                        | 4x100 zmiennym                                     | 4:06.85         | Ostrowiec Świętokrzyski | grudzień 2014 |
|                        | 4x50 zmiennym                                      | 1:52.99         | Ostrowiec Świętokrzyski | grudzień 2014 |
|                        | 4x100 zmiennym                                     | 4:07.19         | Ostrowiec Świętokrzyski | grudzień 2014 |
|                        | 4x50 dowolnym mix                                  | 1:35.11         | Ostrowiec Świętokrzyski | grudzień 2014 |
|                        | 4x50 zmiennym mix                                  | 1:44.39         | Ostrowiec Świętokrzyski | grudzień 2014 |

| Lok.                   | Główne Mistrzostwa Polski Seniorów i Młodzieżowców | Czas            | Miejsce | Data          |
| Kategoria open:        | Kategoria open:                                    | Kategoria open: | Olsztyn | czerwiec 2014 |
| 5                      | 50 dowolnym                                        | 26.14           | Olsztyn | czerwiec 2014 |
| 7                      | 100 dowolnym                                       | 57.75           | Olsztyn | czerwiec 2014 |
|                        | 4x100 dowolnym                                     | 3:53.25         | Olsztyn | czerwiec 2014 |
|                        | 4x200 dowolnym                                     | 8:25.09         | Olsztyn | czerwiec 2014 |
| Kategoria młodzieżowa: |                                                    |                 | Olsztyn | czerwiec 2014 |
|                        | 50 dowolnym                                        | 26.14           | Olsztyn | czerwiec 2014 |
| 4                      | 100 dowolnym                                       | 56.21           | Olsztyn | czerwiec 2014 |

| 2013                   |                                                    |                 |                         |               |
| Lok.                   | Główne Mistrzostwa Polski Seniorów i Młodzieżowców | Czas            | Miejsce                 | Data          |
| Kategoria open:        | Kategoria open:                                    | Kategoria open: | Ostrowiec Świętokrzyski | grudzień 2013 |
|                        | 50 dowolnym                                        | 25.54           | Ostrowiec Świętokrzyski | grudzień 2013 |
|                        | 100 dowolnym                                       | 55.59           | Ostrowiec Świętokrzyski | grudzień 2013 |
|                        | 4x100 dowolnym                                     | 3:46.51         | Ostrowiec Świętokrzyski | grudzień 2013 |
| 4                      | 4x200 dowolnym                                     | 8:18.82         | Ostrowiec Świętokrzyski | grudzień 2013 |
|                        | 4x50 zmiennym                                      | 1:55.85         | Ostrowiec Świętokrzyski | grudzień 2013 |
|                        | 4x100 zmiennym                                     | 4:13.12         | Ostrowiec Świętokrzyski | grudzień 2013 |
| Kategoria młodzieżowa: |                                                    |                 | Ostrowiec Świętokrzyski | grudzień 2013 |
|                        | 50 dowolnym                                        | 25.54           | Ostrowiec Świętokrzyski | grudzień 2013 |
|                        | 100 dowolnym                                       | 55.59           | Ostrowiec Świętokrzyski | grudzień 2013 |
|                        | 4x100 zmiennym                                     | 4:13.12         | Ostrowiec Świętokrzyski | grudzień 2013 |
|                        | 4x50 zmiennym                                      | 1:55.85         | Ostrowiec Świętokrzyski | grudzień 2013 |

| Lok.                   | Główne Mistrzostwa Polski Seniorów i Młodzieżowców | Czas            | Miejsce | Data          |
| Kategoria open:        | Kategoria open:                                    | Kategoria open: | Olsztyn | czerwiec 2013 |
| 4                      | 50 dowolnym                                        | 26.26           | Olsztyn | czerwiec 2013 |
|                        | 100 dowolnym                                       | 57.40           | Olsztyn | czerwiec 2013 |
|                        | 4x100 dowolnym                                     | 3:52.38         | Olsztyn | czerwiec 2013 |
|                        | 4x200 dowolnym                                     | 8:29.36         | Olsztyn | czerwiec 2013 |
| Kategoria młodzieżowa: |                                                    |                 | Olsztyn | czerwiec 2013 |
|                        | 50 dowolnym                                        | 26.26           | Olsztyn | czerwiec 2013 |
|                        | 100 dowolnym                                       | 57.40           | Olsztyn | czerwiec 2013 |
|                        | 4x100 dowolnym                                     | 3:52.32         | Olsztyn | czerwiec 2013 |
|                        | 4x200 dowolnym                                     | 8:29.36         | Olsztyn | czerwiec 2013 |

| 2012                   |                                                    |                 |                         |               |
| Lok.                   | Zimowe Mistrzostwa Polski Seniorów i Młodzieżowców | Czas            | Miejsce                 | Data          |
| Kategoria open:        | Kategoria open:                                    | Kategoria open: | Ostrowiec Świętokrzyski | grudzień 2012 |
|                        | 50 dowolnym                                        | 25.74           | Ostrowiec Świętokrzyski | grudzień 2012 |
| 5                      | 100 dowolnym                                       | 56.75           | Ostrowiec Świętokrzyski | grudzień 2012 |
| 4                      | 4x100 dowolnym                                     | 3:49.61         | Ostrowiec Świętokrzyski | grudzień 2012 |
|                        | 4x200 dowolnym                                     | 8:18.75         | Ostrowiec Świętokrzyski | grudzień 2012 |
| 4                      | 4x50 zmiennym                                      | 1:56.79         | Ostrowiec Świętokrzyski | grudzień 2012 |
| 6                      | 4x100 zmiennym                                     | 4:15.83         | Ostrowiec Świętokrzyski | grudzień 2012 |
| Kategoria młodzieżowa: |                                                    |                 | Ostrowiec Świętokrzyski | grudzień 2012 |
|                        | 50 dowolnym                                        | 25.74           | Ostrowiec Świętokrzyski | grudzień 2012 |
|                        | 100 dowolnym                                       | 56.75           | Ostrowiec Świętokrzyski | grudzień 2012 |
|                        | 4x100 dowolnym                                     | 3:49.61         | Ostrowiec Świętokrzyski | grudzień 2012 |
|                        | 4x200 dowolnym                                     | 8:18.75         | Ostrowiec Świętokrzyski | grudzień 2012 |
|                        | 4x50 zmiennym                                      | 1:56.79         | Ostrowiec Świętokrzyski | grudzień 2012 |
|                        | 4x100 zmiennym                                     | 4:15.83         | Ostrowiec Świętokrzyski | grudzień 2012 |

| Lok.                   | Główne Mistrzostwa Polski Seniorów i Młodzieżowców | Czas            | Miejsce | Data     |
| Kategoria open:        | Kategoria open:                                    | Kategoria open: | Olsztyn | maj 2012 |
| 5                      | 50 dowolnym                                        | 26.71           | Olsztyn | maj 2012 |
| 7                      | 100 dowolnym                                       | 58.31           | Olsztyn | maj 2012 |
| Kategoria młodzieżowa: |                                                    |                 | Olsztyn | maj 2012 |
| 4                      | 50 dowolnym                                        | 26.71           | Olsztyn | maj 2012 |
|                        | 100 dowolnym                                       | 58.31           | Olsztyn | maj 2012 |
|                        | 4x100 dowolnym                                     | 4:01.74         | Olsztyn | maj 2012 |
|                        | 4x100 zmiennym                                     | 4:33.47         | Olsztyn | maj 2012 |

| 2011                   |                                                    |                 |         |               |
| Lok.                   | Zimowe Mistrzostwa Polski Seniorów i Młodzieżowców | Czas            | Miejsce | Data          |
| Kategoria open:        | Kategoria open:                                    | Kategoria open: | Poznań  | grudzień 2011 |
| 4                      | 50 dowolnym                                        | 25.92           | Poznań  | grudzień 2011 |
| 5                      | 100 dowolnym                                       | 56.44           | Poznań  | grudzień 2011 |
| Kategoria młodzieżowa: |                                                    |                 | Poznań  | grudzień 2011 |
|                        | 50 dowolnym                                        | 25.92           | Poznań  | grudzień 2011 |
|                        | 100 dowolnym                                       | 58.31           | Poznań  | grudzień 2011 |

| Lok. | Główne Mistrzostwa Polski Seniorów i Młodzieżowców | Czas    | Miejsce                 | Data     |
|      | 50 dowolnym                                        | 25.92   | Ostrowiec Świętokrzyski | maj 2011 |
| 5    | 100 dowolnym                                       | 58.91   | Ostrowiec Świętokrzyski | maj 2011 |
|      | 4x100 dowolnym                                     | 3:53.82 | Ostrowiec Świętokrzyski | maj 2011 |

| 2010 |                                                    |         |          |               |
| Lok. | Zimowe Mistrzostwa Polski Seniorów i Młodzieżowców | Czas    | Miejsce  | Data          |
|      | 4x200 dowolnym                                     | 8:11.14 | Szczecin | grudzień 2010 |
|      | 4x100 dowolnym                                     | 3:48.70 | Szczecin | grudzień 2010 |

| Lok. | Główne Mistrzostwa Polski Seniorów i Młodzieżowców | Czas    | Miejsce | Data          |
|      | 4x200 dowolnym                                     | 8:24.04 | Gliwice | czerwiec 2010 |
|      | 4x100 dowolnym                                     | 3:54.50 | Gliwice | czerwiec 2010 |

 https://web.archive.org/web/20170811165311/http://www.megatiming.pl/ https://www.swimrankings.net/